# Rosemarie Bisinger
Rosemarie Bisinger (* 23. Oktober 1936 in Esslingen am Neckar) ist eine deutsche Kanutin. Ihre Paradedisziplin war das Wildwasserfahren, aber auch im Kanu-Slalom war sie erfolgreich. 1955 errang sie im Kanu-Slalom der Damen den ersten Platz und damit den Weltmeistertitel bei den Kanu-Weltmeisterschaften 1955. 
Bei den Wildwasserrennsport-Weltmeisterschaften 1959 wurde sie erneut Weltmeister, diesmal im Wildwasser-Kanufahren mit einer Siegeszeit von 50:47,9.2. Für diesen Erfolg wurde ihr am 2. August 1959 vom Bundespräsidenten das Silberne Lorbeerblatt verliehen. Auch bei den Wildwasserrennsport-Weltmeisterschaften 1963 nahm sie teil und wurde im Wildwasser-Kanu Vizeweltmeisterin.